# Taksimo
Taksimo (ros. Таксимо)  – osiedle typu miejskiego w rosyjskiej republice Buriacji, ośrodek administracyjny rejonu mujskiego.
Miejscowość liczy 10 639 mieszkańców (2006 r.).
3 km na północ od osady znajduje się lotnisko Taksimo.